# Nils Malten
Nils Malten (* 8. August 1985 in Hamburg) ist ein deutscher Schauspieler.

## Leben
Nils Malten absolvierte zunächst in Berlin ein Bachelor-Studium in Englisch und Geschichte. Seine Schauspielausbildung erhielt er von 2009 bis 2013 an der Akademie für Darstellende Kunst Baden-Württemberg in Ludwigsburg. Während seiner Ausbildung gastierte er 2011 am Staatstheater Karlsruhe.
Nach seiner Ausbildung hatte er zunächst Theaterengagements an der Schaubühne Berlin (2014), an der Hamburgischen Staatsoper (2015) und beim „Theater Rampe“ in Stuttgart. In der Spielzeit 2015/16 gastierte er am Theater der Altmark in Stendal als Trauerweidenwalter in Brecht/Weills Die Dreigroschenoper. In der Spielzeit 2016/17 war er am Landestheater Tübingen engagiert. 2017 trat er am Lichthof Theater in Hamburg auf. In der Spielzeit 2017/18 folgte ein Engagement am Volkstheater Rostock. Seit 2019 spielte Malten auf der „Waldbühne Benneckenstein“ im Harz in der Produktion Die Legende vom Glück nach Motiven von Ulrich Plenzdorfs Die Legende von Paul und Paula.
Malten stand auch für verschiedene Film- und TV-Produktionen vor der Kamera, wo er u. a. mit Bora Dagtekin, Sebastian Hilger und Oliver Dommenget arbeitete. Serienauftritte hatte er u. a. in den TV-Serien Die Chefin, Bad Cop – kriminell gut (als Feuerwehrmann Miroslaw), Milk & Honey (in einer durchgehenden Nebenrolle als Arzt Dr. Paul Weissenborn) und Die Spezialisten – Im Namen der Opfer (als „IM Gründgens“ und Stasi-Spitzel Peter Hirsch). In der 4. Staffel der ZDF-Serie SOKO Hamburg (2022) übernahm er eine der Episodenhauptrollen als tatverdächtiger Freund der getöteten Mitinhaberin eines Hamburger Partybootes. In der 7. Staffel der TV-Serie In aller Freundschaft – Die jungen Ärzte (2022) war er in einer Episodenhauptrolle als chaotischer Hobby-Bastler Jasper Scholz zu sehen.
Malten ist außerdem als Kabarettist, Comedian, Synchronschauspieler und Sprecher tätig. Er lebt in Berlin.

## Filmografie (Auswahl)
- 2013: Zeit der Helden (Fernsehserie)
- 2014: Das Ende der Geduld (Fernsehfilm)
- 2015: Bridge of Spies – Der Unterhändler (Bridge of Spies, Kinofilm)
- 2017: Familie ist kein Wunschkonzert (Fernsehfilm)
- 2017: Die Chefin: Paarungszeit (Fernsehserie, eine Folge)
- 2017: Bad Cop – kriminell gut: Feuer und Flamme (Fernsehserie, eine Folge)
- 2017: Fack ju Göhte 3 (Kinofilm)
- 2018: Milk & Honey (Fernsehserie)
- 2019: Die Spezialisten – Im Namen der Opfer: Gespenster (Fernsehserie, eine Folge)
- 2019: Aus Haut und Knochen (Fernsehfilm)
- 2022: SOKO Hamburg: Hafennixen (Fernsehserie, eine Folge)
- 2022: In aller Freundschaft – Die jungen Ärzte: Falsche Hoffnung (Fernsehserie, eine Folge)
- 2022: Wendehammer: Kein Rauch ohne Feuer (Fernsehserie, eine Folge)
- 2022: Jenseits der Spree: Toxisch (Fernsehserie, eine Folge)